# 新井明
新井 明（あらい あきら、1925年4月1日 - 2004年7月28日）は、元日本経済新聞社社長。栃木県那須烏山市出身。

## 来歴・人物
1949年、早稲田大学政治経済学部卒業後、日本経済新聞社に入社。1963年政治部長、1970年編集局長となり、取締役労務担当、常務社長室長、副社長大阪本社代表、電波担当などを経て、リクルート事件に絡み当時の森田康社長が引責辞任したことを受け、1988年7月、社長に就任。
1991年、イトマン事件初公判の冒頭陳述で検察側が「被告が日経の協力者に1,000万円を支払った」と指摘した問題では、直ちに調査委員会を設置して「社内協力者」が実在しないことを証明。検察側には一歩も引かない姿勢を示して、事実上、過ちを認めさせ、言論報道機関としての日経の信用回復に全力を挙げた。
1993年会長、1996年相談役。
公職では、電気通信審議会委員、国際協力事業団運営審議会委員などを歴任。1995年から2000年まで国家公安委員会委員。また日本記者クラブ理事長、早大評議員会長も務めた。
余暇で楽しんだのは囲碁と競馬だった。いくつもの囲碁会に顔を出す一方、競馬は「英国の生んだ最高の芸術」と愛してやまなかった。1994年、日本棋院より第25回大倉喜七郎賞が授与された。
1997年、勲一等瑞宝章を受章。
2004年7月28日、間質性肺炎のため79歳で死去。